# Spengler Cup 2012
Der Spengler Cup 2012 (französisch Coupe Spengler 2012) war die 86. Auflage des gleichnamigen Wettbewerbs und fand vom 26. bis 31. Dezember 2012 im Schweizer Luftkurort Davos statt. Als Spielstätte fungierte die dortige Vaillant Arena. Insgesamt besuchten 71'544 Zuschauer die elf Turnierspiele, die damit allesamt ausverkauft waren.
Es siegte das Team Canada, das durch einen 7:2-Sieg im Finalspiel über den Gastgeber HC Davos das Turnier gewann. Bereits in der Qualifikation hatten die Kanadier die Partie deutlich mit 5:0 für sich entschieden. In der dritten Auflage mit dem neuen Modus trafen erstmals nicht die beiden Gruppensieger der Vorrunde aufeinander. Für das Team Canada war es der insgesamt zwölfte Titelgewinn am Spengler Cup seit 1984 und der erste seit 2007. Aufgrund des Lockouts in der National Hockey League und dem verspäteten Beginn der NHL-Saison 2012/13 nahmen wie bereits im Jahr 2004 zahlreiche namhafte Spieler aus der Liga am Turnier teil.
Der US-Amerikaner Patrick Kane in Diensten des Finalisten und Gastgebers aus Davos war mit fünf Scorerpunkten, darunter vier Tore, erfolgreichster Akteur des Turniers.

## Modus
Die sechs teilnehmenden Teams spielten zunächst in zwei Vorrundengruppen – benannt nach den Davoser Eishockeylegenden Richard Torriani sowie den Cattini-Brüdern Ferdinand und Hans – à drei Teams in einer Einfachrunde im Modus «jeder gegen jeden», so dass jede Mannschaft zunächst zwei Spiele bestritt, die Platzierungen nach Punkten aus. Die beiden Gruppensieger qualifizierten sich direkt für den Halbfinal, während die Zweit- und Drittplatzierten in einem K.-o.-Duell über Kreuz die beiden weiteren Halbfinalteilnehmer ausspielten. Die beiden Halbfinalsieger ermittelten am Schlusstag schliesslich den Turniersieger.

## Turnierverlauf

### Vorrunde
Gruppe Torriani
| 26. Dezember 2012 15:00 Uhr | Fribourg-Gottéron B. Plüss (25:20) G. Mauldin (26:45) A. Bykov (49:30) J. Sprunger (53:11) M. Knoepfli (56:22) | 5:1 (0:1, 2:0, 3:0) Spielbericht | Salawat Julajew Ufa I. Mirnow (15:05) | Vaillant Arena, Davos Zuschauer: 6'504 |

| 27. Dezember 2012 15:00 Uhr | HC Vítkovice Steel R. Huna (6:17) R. Huna (10:00) O. Roman (21:12) V. Svačina (26:43) | 4:5 n. V. (2:1, 2:2, 0:1, 0:1) Spielbericht | Salawat Julajew Ufa S. Sinowjew (14:40) I. Mirnow (23:56) S. Sinowjew (34:09) N. Filatow (40:36) K. Kolzow (60:12) | Vaillant Arena, Davos Zuschauer: 6'504 |

| 28. Dezember 2012 15:00 Uhr | Fribourg-Gottéron J. Sprunger (44:39) | 1:2 (0:1, 0:1, 1:0) Spielbericht | HC Vítkovice Steel R. Szturc (8:50) R. Huna (21:45) | Vaillant Arena, Davos Zuschauer: 6'504 |

| Pl. |                     | Sp | S | OTS | OTN | N | Tore | Punkte |
| --- | ------------------- | -- | - | --- | --- | - | ---- | ------ |
| 1.  | HC Vítkovice Steel  | 2  | 1 | 0   | 1   | 0 | 6:6  | 4      |
| 2.  | Fribourg-Gottéron   | 2  | 1 | 0   | 0   | 1 | 6:3  | 3      |
| 3.  | Salawat Julajew Ufa | 2  | 0 | 1   | 0   | 1 | 6:9  | 2      |

Gruppe Cattini
| 26. Dezember 2012 20:15 Uhr | Team Canada T. Seguin (49:30) | 1:2 n. V. (0:1, 0:0, 1:0, 0:1) Spielbericht | Adler Mannheim A. Mitchell (15:54) J. Pominville (63:00) | Vaillant Arena, Davos Zuschauer: 6'504 |

| 27. Dezember 2012 20:15 Uhr | HC Davos | 0:5 (0:2, 0:2, 0:1) Spielbericht | Team Canada J. Tavares (9:16) R. Smyth (10:01) B. Ritchie (25:02) B. Ritchie (32:23) J. Williams (54:01) | Vaillant Arena, Davos Zuschauer: 6'504 |

| 28. Dezember 2012 20:15 Uhr | Adler Mannheim D. Seidenberg (3:18) F. Kettemer (23:11) | 2:6 (1:0, 1:3, 0:3) Spielbericht | HC Davos E. Corvi (24:15) D. Wieser (28:45) D. Wieser (31:14) L. Eriksson (40:54) G. Hofmann (48:28) S. Alatalo (50:07) | Vaillant Arena, Davos Zuschauer: 6'504 |

| Pl. |                | Sp | S | OTS | OTN | N | Tore | Punkte |
| --- | -------------- | -- | - | --- | --- | - | ---- | ------ |
| 1.  | Team Canada    | 2  | 1 | 0   | 1   | 0 | 6:2  | 4      |
| 2.  | HC Davos       | 2  | 1 | 0   | 0   | 1 | 6:7  | 3      |
| 3.  | Adler Mannheim | 2  | 0 | 1   | 0   | 1 | 4:7  | 2      |

### Finalrunde
|  | Halbfinalqualifikation | Halbfinalqualifikation | Halbfinalqualifikation |  |  | Halbfinal | Halbfinal          | Halbfinal |  |    | Final       | Final    | Final |
|  |                        |                        |                        |  |  |           |                    |           |  |    |             |          |       |
|  |                        |                        |                        |  |  | C1        | Team Canada        | 5         |  |    |             |          |       |
|  | T2                     | Fribourg-Gottéron      | 5                      |  |  | T2        | Fribourg-Gottéron  | 1         |  |    |             |          |       |
|  | C3                     | Adler Mannheim         | 2                      |  |  |           |                    |           |  | C1 | Team Canada | 7        |       |
|  |                        |                        |                        |  |  |           |                    |           |  |    | C2          | HC Davos | 2     |
|  |                        |                        |                        |  |  | T1        | HC Vítkovice Steel | 4         |  |    |             |          |       |
|  | C2                     | HC Davos               | 7                      |  |  | C2        | HC Davos           | 5         |  |    |             |          |       |
|  | T3                     | Salawat Julajew Ufa    | 5                      |  |  |           |                    |           |  |    |             |          |       |

Halbfinalqualifikation
| 29. Dezember 2012 15:00 Uhr | Fribourg-Gottéron G. Mauldin (2:57) B. Plüss (21:03) M. Talbot (34:50) C. Dubé (49:07) J. Sprunger (56:54) | 5:2 (1:0, 2:1, 2:1) Spielbericht | Adler Mannheim F. Mauer (29:18) M. Plachta (45:29) | Vaillant Arena, Davos Zuschauer: 6'504 |

| 29. Dezember 2012 20:15 Uhr | HC Davos J. Marha (2:02) L. Eriksson (3:24) J. Thornton (6:57) S. Alatalo (15:09) P. Sýkora (16:29) P. Kane (26:58) P. Kane (29:28) | 7:5 (5:1, 2:2, 0:2) Spielbericht | Salawat Julajew Ufa I. Mussatow (2:10) A. Pihlström (20:58) D. Parschin (26:08) A. Pihlström (45:30) I. Mirnow (53:28) | Vaillant Arena, Davos Zuschauer: 6'504 |

Halbfinal
| 30. Dezember 2012 15:00 Uhr | Team Canada J. Spezza (16:32) M. Pouliot (22:47) M. Duchene (36:05) C. Colaiacovo (46:25) M. Duchene (54:34) | 5:1 (1:0, 2:1, 2:0) Spielbericht | Fribourg-Gottéron J. Kwiatkowski (36:29) | Vaillant Arena, Davos Zuschauer: 6'504 |

| 30. Dezember 2012 20:15 Uhr | HC Vítkovice Steel L. Klimek (27:31) T. Kudělka (31:09) R. Szturc (42:42) V. Svačina (54:37) | 4:5 (0:1, 2:2, 2:2) Spielbericht | HC Davos P. Kane (11:48) G. Hofmann (31:45) D. Bürgler (36:02) J. Thornton (46:28) P. Kane (59:38) | Vaillant Arena, Davos Zuschauer: 6'504 |

Final
| 31. Dezember 2012 12:00 Uhr | Team Canada P. Bergeron (0:46) D. Walser (3:12) R. Smyth (9:07) R. Smyth (21:34) J. Tavares (30:24) J. Spezza (40:24) J. Tavares (49:36) | 7:2 (3:1, 2:0, 2:1) Spielbericht | HC Davos D. Bürgler (17:19) R. Diaz (57:39) | Vaillant Arena, Davos Zuschauer: 6'504 |

## Siegermannschaft
| Spengler-Cup-Sieger Team Canada | Torhüter: Jonathan Bernier, Devan Dubnyk Verteidiger: Cam Barker, Carlo Colaiacovo, Jason Demers, Micki DuPont, Geoff Kinrade, Maxim Noreau, Travis Roche, Derrick Walser Stürmer: Patrice Bergeron, Matt Duchene, Sam Gagner, Josh Holden, Brett McLean, Kurtis McLean, Jacob Micflikier, Pascal Pelletier, Marc-Antoine Pouliot, Byron Ritchie, Tyler Seguin, Ryan Smyth, Jason Spezza, John Tavares, Jason Williams Cheftrainer: Chris McSorley, Doug Shedden |

## All-Star-Team
| Angriff:      | Julien Sprunger – Matt Duchene – Patrick Kane |
| Verteidigung: | Dennis Seidenberg – Santeri Alatalo           |
| Tor:          | Dennis Endras                                 |